# Рунічний камінь G 88, Кюльвер
57°17′08″ пн. ш. 18°26′25″ сх. д. / 57.2855° пн. ш. 18.44015° сх. д.
Рунічний камінь G 88, Кюльвер - найдавніший з відомих пам'ятників, що містять повний старшорунічний ряд, футарк.

## Історія виявлення
Камінь був знайдений влітку 1903 р. Хансом Ханссоном, ректором народної гімназії Гамлебю, в одній з гробниць при розкопках могильника за півкілометра на південь від хутора Кюльвер (швед. Kylver), приход Стонга, острів Готланд, Швеція.
На жаль, цілісність поховання була порушена задовго до розкопок, і початкове положення пам'ятника невідомо. Передбачається, що він використовувався як стінка саркофага, а його сторона з написом була звернена всередину поховання.
Відповідно до археологічних даних гробниця датується ранньою залізною добою, тобто чотирьохсотими роками н.е.
Відразу ж після виявлення камінь був переправлений до Державного історичного музею в Стокгольмі, де його можна побачити і в даний час. Інвентарний номер експонату - 13436.
Пам'ятник являє собою прямокутну вапнякову плиту, найбільша довжина якої - 1,05 м, ширина - 0,70-0,75 м, товщина біля верхнього краю - 9 см. На обробленому боці плити висічені два написи старшими рунами.

## Напис А
(F) uþarkg (w) hni (j) pėRstbemlŋdo-
Складається із 25 знаків, перші 24 з яких утворюють старшорунічний лад, футарк. Замикає напис символ, схожий на «ялинку», який зазвичай трактується, як повторена кілька разів руна t, або як комбінована руна ta.
Існують дві версії інтерпретації напису. Згідно з першою, «магічною», напис всередині гробниці був одним з похоронних дарів померлому; заклинанням, мобілізуючим силу всіх рун футарка, що охороняє спокій могили або запобігає повернення небіжчика у світ живих  . Друга, «раціональна», версія припускає, що мало місце використання каменю як будівельного матеріалу для гробниці вдруге, і напис на ньому міг бути зроблений задовго до цього, наприклад вчителем, що розповідає про руни, або учнем, що практикується в їх написанні.

## Напис B
Налічує 5 рун і являє собою паліндром.
Su (e) us
Значення слова залишається невизначеним, незважаючи на численні спроби тлумачення, що почалися відразу після виявлення пам'ятника.
Першим, хто запропонував свій варіант інтерпретації, став Леопольд Фредерік Леффлер. За його версією це латинське слово, записане рунами, слід було читати, як sveus, від лат. Svecus - «шведський»
Софус Бугге відкинув трактування Леффлера, так як однозначно вважав напис скандинавським. Але і своє пояснення sueus, як su ueu s (sū wēu es) - «священне (це)», «(цей футарк) священний» не вважав бездоганним. 

Отто фон Фрісен припускав, що напис слід читати, як sulius, проте не робив спроб інтерпретувати його. Використовуючи прочитання фон Фрісена, Адольф Нурен переклав siliu як «основа», пов'язавши це слово з близькими за формою і значенням словами з споріднених мов: готської.  Sulja, ср-н.-нім. Sul, стар.-швед. Sula, стар.-англ. Syll. Увесь напис він витлумачив, як «футарк є основа». 

Відштовхуючись від симетричності написання sueus, Карл Марстрандер висунув гіпотезу, згідно з якою напис слід було читати, починаючи з центральної руни e в будь-якому напрямку, тобто як  eus. Марстрандер вважав e (h) us готською формою древньогерманського * ehwaR - «кінь» і припускав, що слово могло бути ім'ям майстра, що висік руни, або ж ім'ям померлого . 

Артур Норден вважав, що паліндром sueus є рунічним заклинанням в допомогу померлому, подібним з формулою suhurah: susih на камені з Нулебю. Схожу точку зору висловлював і Ерік Хардінг, в його тлумаченні слово su-eus означало «удача», «благополуччя», і було залишено на камені, щоб похований знайшов спокій у могилі, і не повернувся назад. 

Suevs, «свеб» - таке прочитання та інтерпретація напису зроблена Тінеке Лоойенга.